# Dionne Warwick
Dionne Warwick (n. 12 decembrie 1940, East Orange, New Jersey, SUA) este o cântăreață, actriță și moderator de televiziune americană.